# György Bognár
György Bognár (ur. 5 listopada 1961 w Bai) – piłkarz węgierski grający na pozycji pomocnika.

## Kariera klubowa
Karierę piłkarską Bognár rozpoczął w rodzinnej Bai, w tamtejszym klubie Bajai SK. W 1979 roku przeszedł do MTK Hungária Budapeszt i wtedy też zadebiutował w jego barwach w pierwszej lidze węgierskiej. W sezonie 1986/1987 osiągnął swój pierwszy sukces w karierze, gdy wywalczył z MTK mistrzostwo Węgier. W MTK grał do 1988 roku. Rozegrał w nim 141 meczów i strzelił 16 goli.
Latem 1988 roku Bognár wyjechał do Francji i został zawodnikiem klubu tamtejszej Ligue 1, Sportingu Toulon Var. Przez 3 lata grał w pierwszej lidze Francji, a następnie przeszedł do belgijskiego Standardu Liège.
Po pół roku gry w belgijskiej ekstraklasie Bognár wrócił na Węgry i stał się piłkarzem Budapesti Vasutas. Największe sukcesy z tym klubem osiągnął w sezonie 1995/1996, gdy został wicemistrzem kraju oraz wystąpił w przegranym finale Pucharu Węgier z Budapest Honvéd FC. Latem 1996 zakończył karierę w wieku 35 lat.
| Sezon   | Klub                   | Kraj    | Rozgrywki            | Mecze | Bramki |
| ------- | ---------------------- | ------- | -------------------- | ----- | ------ |
| 1979/80 | MTK Hungária Budapeszt | Węgry   | Nemzeti Bajnokság I. | 1     | 0      |
| 1980/81 | MTK Hungária Budapeszt | Węgry   | Nemzeti Bajnokság I. | 23    | 1      |
| 1981/82 | MTK Hungária Budapeszt | Węgry   | Nemzeti Bajnokság I. | 13    | 1      |
| 1982/83 | MTK Hungária Budapeszt | Węgry   | Nemzeti Bajnokság I. | 15    | 2      |
| 1983/84 | MTK Hungária Budapeszt | Węgry   | Nemzeti Bajnokság I. | 15    | 2      |
| 1984/85 | MTK Hungária Budapeszt | Węgry   | Nemzeti Bajnokság I. | 9     | 2      |
| 1985/86 | MTK Hungária Budapeszt | Węgry   | Nemzeti Bajnokság I. | 22    | 4      |
| 1986/87 | MTK Hungária Budapeszt | Węgry   | Nemzeti Bajnokság I. | 28    | 3      |
| 1987/88 | MTK Hungária Budapeszt | Węgry   | Nemzeti Bajnokság I. | 30    | 3      |
| 1988/89 | Sporting Toulon Var    | Francja | Ligue 1              | 23    | 4      |
| 1989/90 | Sporting Toulon Var    | Francja | Ligue 1              | 20    | 4      |
| 1990/91 | Sporting Toulon Var    | Francja | Ligue 1              | 18    | 4      |
| 1991/92 | Standard Liège         | Belgia  | Division 1           | 18    | 0      |
| 1991/92 | Budapesti Vasutas      | Węgry   | Nemzeti Bajnokság I. | 9     | 2      |
| 1992/93 | Budapesti Vasutas      | Węgry   | Nemzeti Bajnokság I. | 30    | 10     |
| 1993/94 | Budapesti Vasutas      | Węgry   | Nemzeti Bajnokság I. | 27    | 10     |
| 1994/95 | Budapesti Vasutas      | Węgry   | Nemzeti Bajnokság I. | 17    | 13     |
| 1995/96 | Budapesti Vasutas      | Węgry   | Nemzeti Bajnokság I. | 27    | 3      |

## Kariera reprezentacyjna
W reprezentacji Węgier Bognár zadebiutował 9 grudnia 1985 roku w wygranym 1:0 towarzyskim spotkaniu z Koreą Południową. W 1986 roku został powołany przez selekcjonera Györgya Mezeyego do kadry na Mistrzostwa Świata w Meksyku. Na tym turnieju wystąpił w 3 meczach: ze Związkiem Radzieckim (0:6), z Kanadą (2:0) i z Francją (0:3). Od 1985 do 1994 roku rozegrał w kadrze narodowej 50 meczów i strzelił 7 goli.